# Катунькин, Артём Викторович
Артём Ви́кторович Кату́нькин (24 августа 1980, Катав-Ивановск, Челябинская область, РСФСР, СССР) — российский спецназовец 23-го отряда специального назначения «Оберег» Внутренних войск МВД и Росгвардии, Герой Российской Федерации (2012).

## Биография
Родился 24 августа 1980 года в городе Катав-Ивановске Челябинской области в семье потомственных сталеваров. Учился в местной школе, затем окончил индустриальный техникум.
После прохождения срочной службы в Ракетных войсках стратегического назначения ВС России на Алтае вернулся на литейно-механический завод, где работали его прадед, дед, а также отец Виктор Владимирович и мать Галина Евгеньевна. Вскоре женился (жена Татьяна), в 2002 году родилась дочь Ксения. В связи со сложной экономической ситуацией на заводе перешёл в патрульно-постовую службу милиции, а через год поступил на службу по контракту во внутренние войска МВД России.
Во время службы охранял стратегически важный завод в Трёхгорном, дослужился от стрелка до начальника караула, но затем выбрал службу в подразделении спецназа. С января 2006 года проходит службу в составе 23-го отряда специального назначения «Оберег» (войсковая часть № 6830) Уральского регионального командования внутренних войск, который дислоцирован в Челябинске.  Должность — старший инструктор по боевой подготовке, заместитель командира взвода. Проживает в посёлке Чурилово. В ноябре 2011 года был направлен в очередную, уже пятую за шесть лет, командировку на Кавказ с целью проведения контртеррористических операций.

## Подвиг
27 января 2012 года группа военнослужащих, базировавшихся в Ханкале, была поднята по тревоге с заданием сопровождать оперативников ФСБ в Кизлярском районе Республики Дагестан. Там, в лесном массиве между посёлком Черняевка и хутором Украинский отряд прочёсывал местность, с целью обнаружения предполагаемого схрона бандитов. Артём Катунькин командовал головным дозором. Бандитами из так называемой кизлярской бандгруппы была организована засада. При попытке блокировать пятерых террористов, засевших в блиндаже, завязался бой. Бандиты открыли огонь из автоматов и пулемёта. В результате вооружённого столкновения погибли четыре челябинских военнослужащих, среди них сержант Эпов, командовавший боковым дозором. Он накрыл своим телом брошенную в группу ручную гранату. Подавив на время сопротивление бокового дозора, четверо оставшихся бандитов выбежали навстречу головному. Но и в нём были потери: пулемётчик погиб, сапёр ранен, ещё один военнослужащий был направлен прикрывать тыл. Сопротивление мог оказать только прапорщик Катунькин. Артём разрядил в бандитов полный магазин, оставив лишь один патрон. В итоге трое бандитов были убиты, четвёртого настигла пуля снайпера.
Указом Президента России от 30 мая 2012 года № 748 прапорщику Артёму Викторовичу Катунькину за личное мужество, отвагу и героизм, проявленные при исполнении воинского долга в условиях, сопряжённых с риском для жизни, присвоено звание Героя Российской Федерации с вручением медали «Золотая Звезда».
Награда была торжественно вручена 29 августа 2012 года в Екатерининском зале Сенатского дворца в Кремле президентом В. В. Путиным.
За подвиг в том же бою звания Герой Российской Федерации присвоено погибшему сержанту того же 23-го ОСН ВВ МВД Евгению Эпову (посмертно).